# Rock the Casbah
"Rock the Casbah" is een single van de Britse punkgroep The Clash uit 1982 en is afkomstig van hun album Combat Rock. Op 11 juni dat jaar werd het nummer op single uitgebracht.

## Achtergrond
"Rock the Casbah" betekende voor The Clash finaal de grote doorbraak in de Verenigde Staten. De plaat behaalde de 8e positie in de Billboard Hot 100 en werd door het muzikale tijdschrift Vulture / New York aanzien als "een van de beste rocknummers aller tijden". De videoclip is geregisseerd door Don Letts.

## Inhoud
"Rock the Casbah" is een politiek fijngevoelig nummer en vertelt fabelachtig over een verbanning van westerse muziek in de Arabische cultuur.
Het nummer refereert onder meer aan de Iraanse Revolutie (1978–1979). Zanger Joe Strummer beschrijft in "Rock the Casbah" de pogingen van de koning om te voorkomen dat zijn bevolking naar westerse muziek luistert, zoals het bevel geven aan de straaljagers van zijn leger om mensen te bombarderen die het verbod schenden (het bekende refrein "Sharif don't like it" / "Rock the Casbah"). De piloten negeren de bevelen en spelen in plaats daarvan rockmuziek op hun cockpitradio's. De bevolking gaat dan over tot "rock the casbah" door te dansen op de muziek. Met name dat laatste is specifiek geïnspireerd door het verbod op westerse muziek in Iran na de islamitische revolutie van 1979. Na ongeveer twee minuten (1:52) is een monofonisch elektronisch geluid hoorbaar, volgens Topper Headon geïmplementeerd door gitarist Mick Jones en een sample van het gecultiveerde Amerikaans folk-nummer "Dixie" door Dan Emmett uit de 19e eeuw.
Het nummer is muzikaal uitgeschreven door drummer / basgitarist Topper Headon terwijl de songtekst merendeels een werk is van Joe Strummer. Op de singleversie is de basgitaar, behalve uitzonderlijk gespeeld door Topper Headon en niet door de reguliere basgitarist Paul Simonon, sterker aanwezig dan op de albumversie. Ook wanneer Joe Strummer schreeuwt "The crowd caught a whiff / Of that crazy casbah jive" in het derde couplet, wordt het woord "jive" enkele seconden met digitale vertraging aangehouden. De geluidseffecten van de straaljagers in het laatste couplet zijn lager op de single, vlak na de passage "Drop your bombs between the minarets". "Mustapha Dance", dat in veel releases van de single voorkomt, is een instrumentale remix van het nummer.
Het nummer bevat diverse leenwoorden uit het Turks, Arabisch en Sanskriet; zoals daar zijn "sharif", "bedouin", "sheikh", "kosher", "rāga", "muezzin", "minaret", en uiteraard "casbah". De zin "Rock the Casbah" daagde voor het eerst op tijdens een jamsessie met een vriend van Strummer, namelijk violist Tymon Dogg. Dogg begon op een gegeven moment Oosterse toonladders te spelen en Strummer begon te schreeuwen "rock the casbah!". Omdat hij Strummer niet goed hoorde, dacht Dogg dat Strummer naar hem had geschreeuwd: "stop, jij cadger!".

## Videoclip
De clip vermengt originele beelden van The Clash (met de originele drummer Terry Chimes) die een uitvoering van het nummer nabootsen, met een verhaallijn van twee personages die samen door Texas reizen. De clip toont met name een moslim die om een lift vraagt en een chassidisch joodse limousine-chauffeur. Onderweg geraken ze bevriend en gaan kijken naar een The Clash-concert in het City Coliseum in de stad Austin. Op een bepaald moment eten ze samen hamburgers in een Burger King. Daarnaast drinkt het moslimpersonage tijdens de clip een biertje. Don Letts claimt dat hij daarmee "taboes wou doorbreken".
In de clip wordt herhaaldelijk een dwerggordeldier getoond dat langs de bandleden loopt, langs de weg loopt en de twee personages de stad in volgt, helemaal tot aan het concert van The Clash.
Voor het grootste deel van de clip wordt het gezicht van gitarist Mick Jones verduisterd door een gesluierde camouflagehoed. De reden hiervoor is dat Jones tijdens de opnames de ganse tijd slechtgezind zou zijn geweest. Strummer neemt de hoed af dertig seconden voor het einde van de clip.

## Bezetting
- Joe Strummer – zang, gitaar
- Mick Jones – gitaar
- Paul Simonon – achtergrondzang
- Topper Headon – drums, piano, basgitaar

## Trivia
- Na de aanslagen op 11 september 2001 in New York, Washington D.C. en Pennsylvania werd "Rock the Casbah" door The Clash tot een lijst gerekend met ongemakkelijke nummers vanwege de uitgesproken referenties naar de Arabische cultuur.[11]
- "Rock the Casbah" werd in 2004 in het Arabisch gecoverd door de Algerijnse zanger Rachid Taha voor zijn album Tékitoi.[12]

## NPO Radio 2 Top 2000
| Nummer met noteringen in de NPO Radio 2 Top 2000 | '09  | '10  | '11  | '12  | '13  | '14  | '15  | '16  |
| ------------------------------------------------ | ---- | ---- | ---- | ---- | ---- | ---- | ---- | ---- |
| Rock the Casbah                                  | 1645 | 1740 | 1659 | 1698 | 1516 | 1732 | 1953 | 1765 |

1. ↑  Een vetgedrukt getal geeft de hoogste notering aan.
2. ↑  2009 was het eerste jaar met een notering voor dit nummer.
3. ↑  Deze tabel is bijgewerkt tot en met de laatste editie (2024).